# Ольшаницька волость
Ольшаницька волость — адміністративно-територіальна одиниця Васильківського повіту (з 1919 року - Блоцерківського повіту) Київської губернії з центром у селі Ольшаниця.
Станом на 1886 рік складалася з 6 поселень, 6 сільських громад. Населення — 7470 осіб (3728 чоловічої статі та 3742 — жіночої), 850 дворових господарства.
Наприкінці 1880-х років волость було поділено між сусідніми волостями - Вінцентівською (увійшли села Бакумівка, Ромашки, Шарки) та Рокитнянською (увійшли села Ольшаниця, Пруси, Саварка).
Не пізніше 1919 року волость було відновлено, частково у тому ж складі, що і наприкінці 1880-х років (села Ольшаниця, Пруси, Саварка), зі змін було входження села Луб'янка (з Вінцентівської волості) та відсутність у складі відновленої волості сіл Бакумівка, Ромашки, Шарки, що утворили нову Бакумівську волость.
|                     | Площа, десятин | У тому числі орної, дес. |
| ------------------- | -------------- | ------------------------ |
| Сільських громад    | 7050           | 6398                     |
| Приватної власності | 3276           | 1542                     |
| Казенної власності  | 5495           | 2237                     |
| Іншої власності     | 243            | 191                      |
| Загалом             | 15601          | 10368                    |

Основні поселення волості:
- Ольшаниця — колишнє власницьке село при річці Горохуватка, 2161 особа, 223 двори, православна церква, школа, 4 постоялих будинки, 2 лавки. За 4 версти — винокурний завод. За 2 версти — залізнична станція Ольшаниця.
- Бакумівка — колишнє власницьке село при річці Горохуватка, 817 осіб, 117 дворів, 2 постоялих будинки, водяний млин.
- Ромашки — колишнє власницьке село при річці Горохуватка, 1524 особи, 224 двори, православна церква, школа, 2 постоялих будинки, лавка, крупорушка, винокурний завод.
- Саварка — колишнє власницьке село при річці Рось, 1139 осіб, 104 двори, православна церква, школа, 2 постоялих будинки, лавка.
- Шарки — колишнє власницьке село при річці Горохуватка, 1335 осіб, 182 дворів, православна церква, школа, 3 постоялих будинки, 2 лавки.